# Albingdorf
Albingdorf ist eine Ortschaft in der Gemeinde Kefermarkt im Bezirk Freistadt, Oberösterreich.
Die Ortschaft befindet sich südlich von Freistadt und etwa einen Kilometer westlich der Mühlkreis Autobahn. Am 1. Jänner 2024 zählte die Ortschaft 126 Einwohner. Im Franziszeischen Kataster von 1827 ist Albingdorf noch nicht verzeichnet, jedoch die einzelnen Gehöfte, die heute Albingdorf bilden.